# رود عباس‌آباد
رود عباس‌آباد از رود گنج‌نامه در استان همدان سرچشمه می‌گیرد. این رود پس از مشروب کردن باغات و اراضی اطراف خود، در نزدیکی آبادی گراچقابه به رود خاکو می‌ریزد. 
 رودخانه «عباس‌آباد» که از کوه الوند سرچشمه می‌گیرد و از باختر شهر همدان می‌گذرد. (سازمان جغرافیایی نیروهای مسلح، ۱۳۶۹). امروزه شهر در همه جهات و به ویژه از جانب رودخانه در باختر گسترش چشمگیری یافته و شهرک‌های الوند، حصار و دیزج در آن سوی رودخانهٔ مزبور قرار گرفته‌است که بخشی از شهر محسوب می‌شود.